# Teoria de l'estabilitat

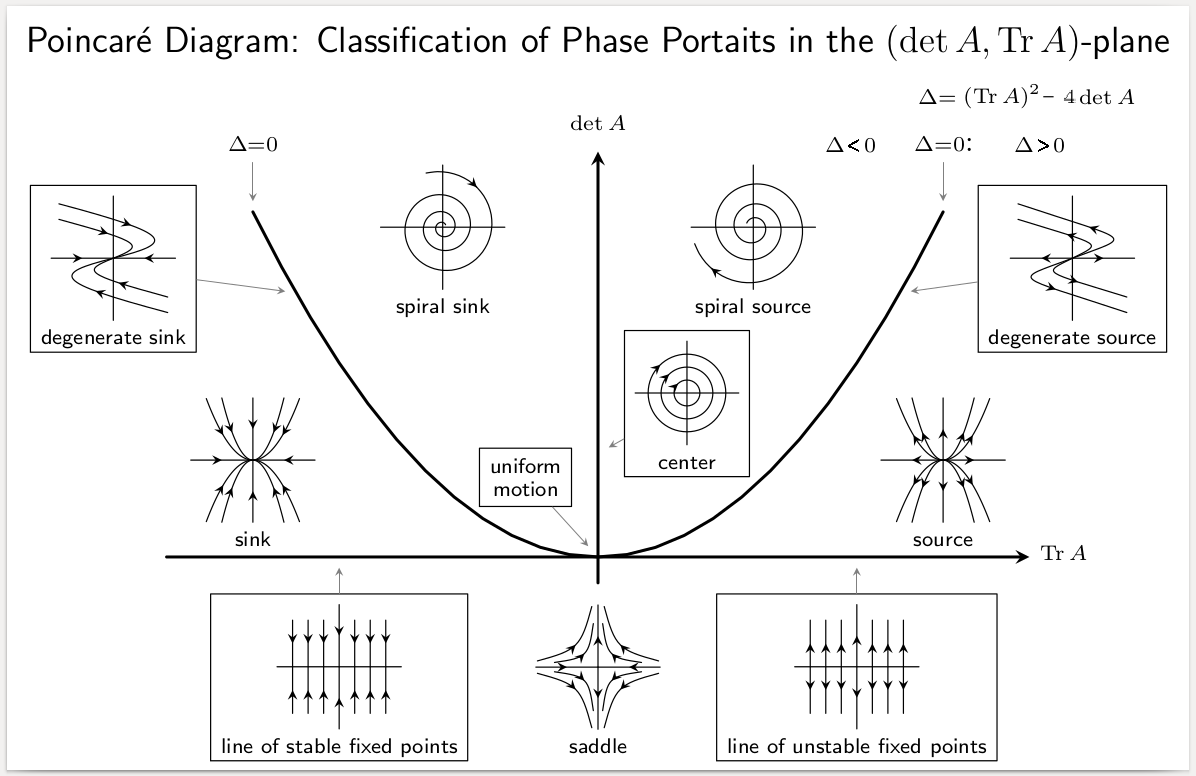
Diagrama d'estabilitat que classifica mapes de Poincaré de sistema autònom lineal com a estables o inestables segons les seves característiques. L'estabilitat augmenta generalment a l'esquerra del diagrama. Alguns embornals, fonts o nodes són punts d'equilibri.

En matemàtiques, la teoria de l'estabilitat aborda l'estabilitat de les solucions d'equacions diferencials i de les trajectòries dels sistemes dinàmics sota petites pertorbacions de les condicions inicials. L'equació de calor, per exemple, és una equació diferencial parcial estable perquè petites pertorbacions de les dades inicials condueixen a petites variacions de temperatura en un moment posterior com a resultat del principi de màxim. En equacions diferencials parcials es poden mesurar les distàncies entre funcions utilitzant les normes L p o la norma sup, mentre que en geometria diferencial es pot mesurar la distància entre espais utilitzant la distància de Gromov-Hausdorff.
En els sistemes dinàmics, una òrbita s'anomena estable de Lyapunov si l'òrbita cap endavant de qualsevol punt es troba en un barri prou petit o es manté en un veïnat petit (però potser més gran). S'han desenvolupat diversos criteris per demostrar l'estabilitat o inestabilitat d'una òrbita. En circumstàncies favorables, la qüestió es pot reduir a un problema ben estudiat que implica valors propis de matrius. Un mètode més general implica funcions de Lyapunov. A la pràctica, s'aplica qualsevol dels diferents criteris d'estabilitat.

## Visió general en sistemes dinàmics
Moltes parts de la teoria qualitativa d'equacions diferencials i sistemes dinàmics tracten les propietats asimptòtiques de les solucions i les trajectòries, el que passa amb el sistema després d'un llarg període. El tipus de comportament més simple s'exhibeix pels punts d'equilibri, o punts fixos, i per òrbites periòdiques. Si una òrbita en particular s'entén bé, és natural preguntar-se a continuació si un petit canvi en la condició inicial donarà lloc a un comportament similar. La teoria de l'estabilitat aborda les preguntes següents: una òrbita propera romandrà indefinidament a prop d'una òrbita determinada? Convergirà a l'òrbita donada? En el primer cas, l'òrbita s'anomena estable; en aquest últim cas, s'anomena asimptòticament estable i es diu que l'òrbita donada és atraient.Una solució d'equilibri {\displaystyle f_{e}} a un sistema autònom d'equacions diferencials ordinàries de primer ordre s'anomena:
- estable si per a cada (petit) {\displaystyle \epsilon >0}, existeix un {\displaystyle \delta >0} tal que cada solució f(t) tenint condicions inicials a distància {\displaystyle \delta } és a dir {\displaystyle \|f(t_{0})-f_{e}\|<\delta } de l'equilibri es manté dins la distància {\displaystyle \epsilon } és a dir {\displaystyle \|f(t)-f_{e}\|<\epsilon } per a tot {\displaystyle t\geq t_{0}}.
- asimptòticament estable si és estable i, a més, existeix {\displaystyle \delta _{0}>0} tal que sempre que {\displaystyle \|f(t_{0})-f_{e}\|<\delta _{0}} aleshores {\displaystyle f(t)\rightarrow f_{e}} quan {\displaystyle t\rightarrow \infty }.

L'estabilitat significa que les trajectòries no canvien massa sota petites pertorbacions. La situació contrària, on una òrbita propera s'està repel·lint des de l'òrbita donada, també és interessant. En general, pertorbar l'estat inicial en algunes direccions fa que la trajectòria s'acosti asimptòticament a la donada i en altres direccions que la trajectòria s'allunyi d'ella. També pot haver-hi direccions per a les quals el comportament de l'òrbita pertorbada és més complicat (ni convergeix ni escapa completament), i aleshores la teoria de l'estabilitat no dona informació suficient sobre la dinàmica.
Una de les idees clau en la teoria de l'estabilitat és que el comportament qualitatiu d'una òrbita sota pertorbacions es pot analitzar mitjançant la linealització del sistema prop de l'òrbita. En particular, a cada equilibri d'un sistema dinàmic suau amb un espai de fase n -dimensional, hi ha una certa matriu n × n A els valors propis de la qual caracteritzen el comportament dels punts propers (teorema de Hartman-Grobman). Més precisament, si tots els valors propis són nombres reals negatius o nombres complexos amb parts reals negatives, aleshores el punt és un punt fix d'atracció estable i els punts propers convergeixen cap a ell a una velocitat exponencial, cf. estabilitat i estabilitat exponencial de Lyapunov. Si cap dels valors propis és purament imaginari (o zero), aleshores les direccions d'atracció i repel·lència estan relacionades amb els espais propis de la matriu A amb valors propis la part real dels quals és negativa i, respectivament, positiva. Es coneixen declaracions anàlogues per a pertorbacions d'òrbites més complicades.